# 尾斑纖柱魚
尾斑纖柱魚（学名：Stemonosudis elegans）為輻鰭魚綱仙女魚目帆蜥魚亞目魣蜥魚科的一種，分布於印度太平洋，從南非至印尼、紐西蘭及澳洲海域，深度約18-330公尺，體長可達5.5公分，棲息在表中層水域，生活習性不明。